# (944) Hidalgo
(944) Hidalgo es un cuerpo menor que forma parte de los centauros y fue descubierto por Wilhelm Heinrich Walter Baade el 31 de octubre de 1920 desde el observatorio de Hamburgo-Bergedorf, Alemania.

## Designación y nombre
Hidalgo fue designado al principio como 1920 HZ.
Posteriormente, se nombró en honor del militar novohispano Miguel Hidalgo y Costilla (1753-1811).

## Características orbitales
Hidalgo orbita a una distancia media de 5,737 ua del Sol, pudiendo acercarse hasta 1,941 ua. Tiene una excentricidad de 0,6616 y una inclinación orbital de 42,52°. Emplea en completar una órbita alrededor del Sol 5018 días.